# ضفيرة خثلية سفلية
الضفيرة الخثلية السفلية ( الضفيرة الحوضية في بعض المراجع)، هي شبكة من الأعصاب تزود أعضاء تجويف الحوض. تؤدي الضفيرة الخثلية السفلية إلى ظهور الضفيرة البروستاتية عند الذكور والضفيرة الرحمية المهبلية عند الإناث.
الضفيرة الخثلية السفلية هي بنية مقترنة، مما يعني وجود واحدة على الجانب الأيسر والأيمن من الجسم. توجد على جانبي المستقيم عند الذكور وعلى جانبي المستقيم والمهبل عند الإناث. لهذا السبب، قد يؤدي الضرر الذي يلحق بهذا الشبكة كمضاعفات لجراحات الحوض إلى خلل في وظيفة المسالك البولية وإلى سلس البول.